# Campionati mondiali a squadre di tennistavolo 2014
I Campionati mondiali a squadre di tennistavolo 2014 sono stati la 52ª edizione della competizione organizzata dalla ITTF. Si sono svolti a Tokyo dal 28 aprile al 5 maggio 2014; è stata la settima volta che il Giappone ha ospitato i campionati.

## Squadre qualificate
Hanno partecipato alla prima divisione, chiamata Championship Division, 24 squadre: le 18 prime classificate di prima divisione e le due prime classificate di seconda divisione dell'edizione 2012 e le migliori classificate nel ranking ITTF prima dei campionati.
| Qualificazione                   | Uomini | Donne |
| -------------------------------- | --- | --- |
| Dalla prima divisione 2012       | Cina Germania Giappone Corea del Sud Austria Svezia Taipei cinese Singapore Hong Kong Bielorussia Portogallo Polonia Corea del Nord Russia Grecia Serbia Ungheria Francia | Cina Singapore Hong Kong Corea del Sud Giappone Paesi Bassi Germania Polonia Corea del Nord Austria Ungheria Romania Bielorussia Taipei cinese Russia Croazia Rep. Ceca |
| Promosse dalla seconda divisione | Ucraina Romania | Australia Lussemburgo |
| In base al ranking ITTF          | Croazia Brasile Danimarca Spagna | Ucraina Stati Uniti Slovacchia Serbia Francia |

## Podi
| Evento           | Oro  | Argento  | Bronzo                 |
| Torneo maschile  | Cina | Germania | Taipei cinese Giappone |
| Torneo femminile | Cina | Giappone | Singapore Hong Kong    |